# Csúcs-hegyi-üreg
A Csúcs-hegyi-üreg a Tihanyi-félszigeten, a Balaton-felvidéki Nemzeti Park területén található egyik barlang.

## Leírás
A Csúcs-hegy Ny–DNy-i aljában, a Csúcs-hegyi-forrásbarlangtól kb. 20 m-re DK-re, annak kürtőjével közel egy magasságban található. Hasonló úton kereshető fel, mint a Csúcs-hegyi-forrásbarlang.
A barlang 90 cm magas, 4 m széles, résszerű nyílása DNy felé néz. Ezt előbb vízszintes, majd emelkedő, de mindig alacsony, lapos fülke követi. A bejárat mögötti vízszintes aljú, de emelkedő tetejű rész 2 m-ig tart befelé, és innen a kitöltés megszűnte után előre és jobb oldalra 20°-osan emelkedővé válik a már szálkő fekü. A vízszintes aljú előtér magassága előbb 90 cm, majd 1 m, beljebb a ferde részeknél már csak 70 cm. Hossza 5 m, legnagyobb szélessége 5,5 m. Térfogata kb. 9 m³.
A befoglaló kőzet mészben gazdag, sejtes hidrokvarcit, amely sósav hatására pezseg. Rétegeinek dőlése 20°/190°. Oldásnyomok nem látszanak benne, bár kialakulásánál bizonyára szerepet kapott az oldódás. Inkább kriofrakciós és inkassziós formák látszanak. Üledékének kiásása egyszerűnek látszik, de úgy tűnik, nem sok eredményt hozna. Helyi jelentőségű kis barlang.
1983-ban volt először Csúcs-hegyi-üregnek nevezve a barlang az irodalmában. Előfordul a barlang az irodalmában Csucs-hegyi-kőfülke (Eszterhás 1984), Csucs-hegyi-lencsealaku üreg (Eszterhás 1984), Csucshegyi lencsealaku üreg (Bertalan 1958), Csucs-hegyi-üreg (Eszterhás 1983), Csúcs-hegyi-kőfülke (Eszterhás 1987), Csúcs-hegyi lencse alakú üreg (Eszterhás 1987), Csúcshegyi lencsealakú üreg (Bertalan 1976), csúcs-hegyi Lencsealakú-üreg (Kordos 1984) és Csúcs-hegyi üreg (Eszterhás 1987) neveken is.

## Kutatástörténet
A barlang első leírása Hoffer Andrástól (1934) származik, majd 1958-ban Bertalan Károly írt a barlangról. A leírás szerint a Csúcs-hegyi-forrásbarlang mellett, annak kürtőjével egy magasságban helyezkedik el. A leírás Hoffer András tanulmánya alapján készült. Halász Árpád 1960-ban foglalkozott vele. Pék József készítette el a barlang első térképét 1970–1972-ben. Ezek alapján került be az OKTH barlangkatalógusába. Az 1976-ban befejezett, Magyarország barlangleltára című kéziratban az van írva, hogy Tihanyban, a Csúcs-hegy D-i oldalán, a csúcs alatt kb. 20 m-re, a Csúcs-hegyi-forrásbarlang kürtőjének felső nyílásával azonos magasságban van bejárata. 5 m hosszú, 3 m széles és 1 m magas az utólagos oldással, valamint mállással hidrokvarcitban keletkezett üreg. A kézirat barlangra vonatkozó része 2 tanulmány alapján lett írva.
1983-ban Eszterhás István kutatta a barlangot. Az 1984-ben kiadott, Lista a Bakony barlangjairól című összeállításban Csucs-hegyi-üreg a 4463-as barlangkataszteri területen, a Tihanyi-félszigeten, Tihanyban lévő barlang neve, amelynek további nevei Csucs-hegyi-kőfülke és Csucs-hegyi-lencsealaku üreg. Posztvulkánikus, 4×5 m-es és 1 m magas barlang. Az 1984-ben megjelent, Magyarország barlangjai című könyv országos barlanglistájában szerepel a barlang csúcs-hegyi Lencsealakú-üreg néven. A listához kapcsolódóan látható a Déli-Bakony, a Balaton-felvidék és a Keszthelyi-hegység barlangjainak földrajzi elhelyezkedését bemutató 1:500 000-es méretarányú térképen a barlang földrajzi elhelyezkedése.
Az Eszterhás István által 1989-ben írt, Magyarország nemkarsztos barlangjainak listája című kéziratban az olvasható, hogy a Bakony hegységben, a 4463-as barlangkataszteri területen, Tihanyban lévő Csúcs-hegyi-üreg gejziritben alakult ki. A barlang 5 m hosszú és 0,8 m magas. A listában meg van említve az a Magyarországon, nem karsztkőzetben kialakult, létrehozott 220 objektum (203 barlang és 17 mesterséges üreg), amelyek 1989. év végéig váltak ismertté. Magyarországon 40 barlang keletkezett gejziritben. Az összeállítás szerint Kordos László 1984-ben kiadott barlanglistájában fel van sorolva 119 olyan barlang is, amelyek nem karsztkőzetben jöttek létre.
Az Eszterhás István által 1993-ban írt, Magyarország nemkarsztos barlangjainak lajstroma című kéziratban meg van említve, hogy a Bakony hegységben, a 4463-as barlangkataszteri területen, Tihanyban helyezkedik el a Csúcs-hegyi-üreg. A gejziritben keletkezett barlang 5 m hosszú és 0,8 m magas. Az összeállításban fel van sorolva az a Magyarországon, nem karsztkőzetben kialakult, létrehozott 520 objektum (478 barlang és 42 mesterséges üreg), amelyek 1993 végéig ismertté váltak. Magyarországon 40 barlang, illetve mesterségesen létrehozott, barlangnak nevezett üreg alakult ki, lett kialakítva gejziritben. A Bakony hegységben 123 barlang jött létre nem karsztkőzetben. A 2001. november 12-én készült, Magyarország nemkarsztos barlangjainak irodalomjegyzéke című kézirat barlangnévmutatójában szerepel a Csúcs-hegyi-üreg. A barlangnévmutatóban fel van sorolva 18 irodalmi mű, amelyek foglalkoznak a barlanggal. A 440. tétel helyett a 439. tétel említi.

## További irodalom
- Buckó Emmi: A Tihanyi-félsziget geomorfológiája. In: Bialik István szerk.: Magyarázó a Balaton környéke 1:10.000 építésföldtani térképsorozatához – Tihany. A Magyar Állami Földtani Intézet kiadványa, Budapest, 1970. 47–55., 91. old.
- Eszterhás István: A Tihanyi-félsziget barlangkatasztere. Kézirat, 1984. (A kézirat megtalálható a Magyar Karszt- és Barlangkutató Társulat Adattárában és a KvVM Barlang- és Földtani Osztályon.) (Néhány oldallal és fényképpel bővebb, mint az 1987-es nyomtatott változat.)
- Eszterhás István: A Bakony nemkarsztos barlangjainak genotipusai és kataszteri jegyzéke. Kézirat. Budapest, 1986. Szerződéses munka az Országos Környezet- és Természetvédelmi Hivatalnak.
- Eszterhás István: The Balaton Highlands. In Maucha László: Karst hydrological and speleological features. Field-trip guide D1 / of 10th International Congress of Speleology. Budapest, 1989. 22–29., 90–95. old.
- Halász Árpád: Tihany félsziget földtörténete. Kézirat, 1960. (A kézirat megtalálható a MÉV Adattárában, Pécs.)
- Pék József: Csúcs-hegyi-üreg. Kézirat, 1970–1972. (A kézirat megtalálható a Magyar Karszt- és Barlangkutató Társulat Térképtárában.)
- Zákonyi Ferenc – Illés István – Horváth Ferenc: A balatoni üdülőkörzet természeti értékei. Veszprém, évszám nélkül. 37–39. 39? old.